# 珍珠港
珍珠港（英語：Pearl Harbor）是一個位於美國夏威夷州歐胡島上的海港，位於該州首府檀香山西方。其命名的由來，是該地曾經盛產珍珠而得名。珍珠港港區與鄰近島嶼上大部分的設施都屬於美國海軍所有，作為深水軍港使用，也是美國海軍太平洋艦隊的總部所在地。1941年12月7日珍珠港曾遭日軍突襲轟炸造成重大傷亡，史稱「珍珠港事件」。此事件直接導致美國對日宣戰，正式加入第二次世界大戰中太平洋戰場部分的戰事。
2010年，珍珠港與空軍基地希卡姆合併成為「珍珠港-希卡姆聯合基地」。

## 外部連結

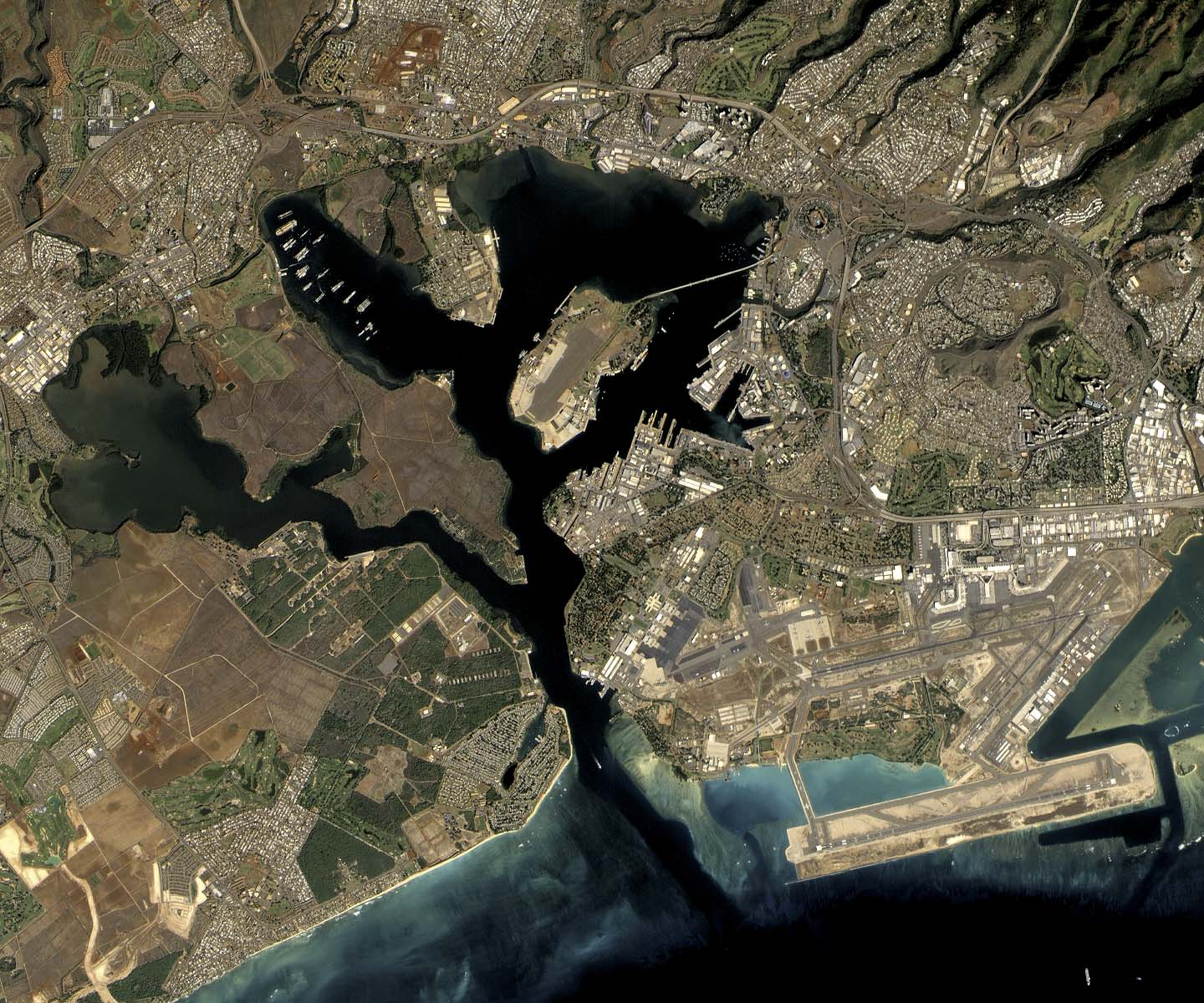
珍珠港與附近地區的衛星圖。其中右下方可見到建築在海邊的希凱姆空軍基地（Hickam AFB）與檀香山國際機場。

- British Pathé （页面存档备份，存于） Online archive of Pearl Harbor and related footage
- 中的“珍珠港”
- Pearl Harbor （页面存档备份，存于） on The History Channel